# ناحیه فورک، میشیگان
ناحیه فورک (به انگلیسی: Fork Township) یک منطقهٔ مسکونی در ایالات متحده آمریکا است که در شهرستان میکوستا، میشیگان واقع شده‌است.
 ناحیه فورک ۹۱٫۳ کیلومتر مربع مساحت و ۱٬۶۷۸ نفر جمعیت دارد و ۲۹۹ متر بالاتر از سطح دریا واقع شده‌است.